# Bracon dorsalis
Bracon dorsalis är en stekelart som beskrevs av Gaspard Auguste Brullé 1846. Bracon dorsalis ingår i släktet Bracon och familjen bracksteklar. Inga underarter finns listade.